# Leucania pyrastis
Leucania pyrastis là một loài bướm đêm trong họ Noctuidae.